# Church of God (Anderson, Indiana)
Church of God (CHOG) är en kristen reformationsrörelse med rötter i wesleyansk pietism, helgelserörelse och anabaptism, startad 1881 av Daniel Sidney Warner och hans meningsfränder. CHOG (Anderson, Indiana) har omkring 7 500 församlingar och över en miljon anhängare i ett åttiotal länder.
Man har inget formellt individuellt medlemskap och inga bekännelseskrifter vid sidan av Bibeln.
Tre sakrament praktiseras; troendedop genom nedsänkning, nattvard och fottvagning.
Såväl namnet Church of God som praktiserandet av fottvagning har man övertagit av Church of God grundat av John Winebrenner och vidarefört till Church of God (Cleveland) och stora delar av den amerikanska pingströrelsen.
CHOG har över 2 000 anslutna församlingar i Nordamerika och har bedrivit missionsarbete i många länder. Den dansk-amerikanske predikanten Morris Johnson grundade den danska avläggaren Guds Menighed och svenska Guds församling. Inget av dessa båda skandinaviska trossamfund existerar längre.

## Splittring
1913 bröt en grupp kristna med CHOG eftersom man menade att kyrkan liberaliserats och gett upp en del av sina ursprungliga värderingar, bland annat rörande klädedräkt (som slipsar och smycken). Avhopparna organiserade sig som Church of God, Evening Light.